# British Admiralty Air Department
Le British Admiralty Air Department est le département aéronautique de l'Amirauté britannique.
Il est créé avant la Première Guerre mondiale par Winston Churchill, Premier Lord de l’Amirauté de l'époque, afin de superviser le développement et les activités du Royal Naval Air Service (Service aérien de la Marine royale, RNAS, intégré depuis à la Royal Air Force). Il était à l’origine dirigé par le capitaine Murray Sueter (en). Quelques aéronefs furent étudiés au sein de cet organisme en 1915/1916, dont les prototypes furent construits par des constructeurs spécialisés :
- AD Flying Boat (Supermarine) ;
- AD Navyplane (Supermarine) ;
- AD Scout (Blackburn) ;
- AD Seaplane Type 1000 (J. Samuel White).